# Campeonato Potiguar
Het Campeonato Potiguar is het staatskampioenschap voetbal van de Braziliaanse staat Rio Grande do Norte. Het kampioenschap dankt zijn naam aan het bijvoeglijk naamwoord voor iets of iemand uit Rio Grande do Norte; dit is niet Norteriograndense, maar Potiguar. De competitie staat op de vijftiende plaats van de CBF-Ranking, die is vier plaatsen lager dan in 2016, waardoor de staat twee ploegen leveren voor de nationale Série D, tot 2015 was dit nog maar één ploeg. Welke ploegen dit zijn, wordt bepaald door de statelijke bond FNF. Clubs die al in de Série C, Série B of Série A spelen, worden daarbij overgeslagen.
In 1942 werd de competitie niet beëindigd door de oorlog, echter geven sommige bronnen zowel América als ABC als winnaar aan.
In de 20e eeuw kende de staat maar vier verschillende kampioenen, allemaal uit de hoofdstad Natal: ABC, América, Santa Cruz EC (bestaat niet meer) en Alecrim. In de 21e eeuw hebben de teams uit andere steden echter van zich laten horen. In 2001 won Corinthians uit Caicó, in 2004 ging de titel naar Potiguar de Mossoró uit de gelijknamige stad en in 2006 werd Baraúnas kampioen. Het competitieopzet verschilt zoals de meeste staatscompetities jaarlijks.

## Nationaal niveau
Bij de invoering van de eerste nationale competitie, de Taça Brasil in 1959 mocht de staat jaarlijks de kampioen sturen. ABC nam zeven keer deel, Alecrim twee keer en América één keer. Bij het rivaliserende kampioenschap, Torneio Roberto Gomes Pedrosa (1967-1970), waaraan meerdere clubs uit de sterkere competities mochten deelnemen was er geen plaats voor de clubs uit Rio Grande do Norte. Bij de start van de Série A was de staat er ook niet bij, Van 1972 tot 1986 had de club elk jaar enkele rechtstreekse deelnemers. Buiten de drie voornoemde clubs kon enkel Potiguar de Mossoró één seizoen in de Série A spelen. Nadat de staat geen rechtstreekse deelnemer meer had kon enkel América nog in de Série A spelen in 1997 en 1998 en een laatste keer in 2007. ABC speelde in total zeven keer in de Série A.
América speelde ook 24 seizoenen in de Série B en degradeerde hier in 2014 uit. ABC speelde al 21 seizoenen in de Série B en ging over de jaren heen op en neer tussen Série B en Série C. De laatste keer was de club van 2011 tot 2015 actief in de Série B. In 2016 kon de club weer promotie afdwingen, maar degradeerde ook meteen weer.
Meerdere clubs speelden in de Série C, hier is Potiguar de Mossoró koploper met tien seizoenen. Na de invoering van de Série D in 2009, werd het opzet van de Série C nu dat van de Série D waardoor de staat elk jaar één deelnemer mag afleveren. Sindsdien konden Alecrim en Baraúnas uit de Série D promoveren. América speelt sinds 2015 in de Série C en zakte in 2016 zelfs naar de Série D. In 2017 leek de club meteen terug te keren, maar in de kwartfinale liep het mis, terwijl Globo wel de promotie kon afdwingen. In 2019 degradeerden ABC en Globo uit de Série C waardoor er in 2020 voor het eerst geen enkele club uit de staat in een van de drie hoogste reeksen speelt. In 2021 kon ABC terug promotie afdwingen.

## Winnaars
- 1919: América
- 1920: América
- 1921: ABC
- 1922: América
- 1923: #
- 1924: ABC
- 1925: Alecrim
- 1926: América
- 1927: América
- 1928: ABC
- 1929: ABC
- 1930: América
- 1931: América
- 1932: ABC
- 1933: ABC
- 1934: ABC
- 1935: ABC
- 1936: ABC
- 1937: ABC
- 1938: ABC
- 1939: ABC
- 1940: ABC
- 1941: ABC
- 1942: Niet voltooid
- 1943: Santa Cruz
- 1944: ABC
- 1945: ABC
- 1946: América
- 1947: ABC
- 1948: América
- 1949: América
- 1950: ABC
- 1951: América
- 1952: América
- 1953: ABC
- 1954: ABC
- 1955: ABC
- 1956: América
- 1957: América
- 1958: ABC
- 1959: ABC
- 1960: ABC
- 1961: ABC
- 1962: ABC
- 1963: Alecrim
- 1964: Alecrim
- 1965: ABC
- 1966: ABC
- 1967: América
- 1968: Alecrim
- 1969: América
- 1970: ABC
- 1971: ABC
- 1972: ABC
- 1973: ABC
- 1974: América
- 1975: América
- 1976: ABC
- 1977: América
- 1978: ABC
- 1979: América
- 1980: América
- 1981: América
- 1982: América
- 1983: ABC
- 1984: ABC
- 1985: Alecrim
- 1986: Alecrim
- 1987: América
- 1988: América
- 1989: América
- 1990: ABC
- 1991: América
- 1992: América
- 1993: ABC
- 1994: ABC
- 1995: ABC
- 1996: América
- 1997: ABC
- 1998: ABC
- 1999: ABC
- 2000: ABC
- 2001: Coríntians
- 2002: América
- 2003: América
- 2004: Potiguar de Mossoró
- 2005: ABC
- 2006: Baraúnas
- 2007: ABC
- 2008: ABC
- 2009: ASSU
- 2010: ABC
- 2011: ABC
- 2012: América
- 2013: Potiguar de Mossoró
- 2014: América
- 2015: América
- 2016: ABC
- 2017: ABC
- 2018: ABC
- 2019: América
- 2020: ABC
- 2021: Globo
- 2022: ABC
- 2023: América
- 2024: América

### Titels per club
| Club                | Stad        | Titels | Seizoenen |
| ------------------- | ----------- | ------ | --- |
| ABC                 | Natal       | 57     | 1920, 1921, 1923, 1925, 1926, 1928, 1929, 1932, 1933, 1934, 1935, 1936, 1937, 1938, 1939, 1940, 1941, 1944, 1945, 1947, 1950, 1953, 1954, 1955, 1958, 1959, 1960, 1961, 1962, 1965, 1966, 1970, 1971, 1972, 1973, 1976, 1978, 1983, 1984, 1990, 1993, 1994, 1995, 1997, 1998, 1999, 2000, 2005, 2007, 2008, 2010, 2011, 2016, 2017, 2018, 2020, 2022 |
| América de Natal    | Natal       | 38     | 1919, 1920, 1922, 1924, 1926, 1927, 1930, 1931, 1946, 1948, 1949, 1951, 1952, 1956, 1957, 1967, 1969, 1974, 1975, 1977, 1979, 1980, 1981, 1982, 1987, 1988, 1989, 1991, 1992, 1996, 2002, 2003, 2012, 2014, 2015, 2019, 2023, 2024 |
| Alecrim             | Natal       | 7      | 1924, 1925, 1963, 1964, 1968, 1985, 1986 |
| Potiguar de Mossoró | Mossoró     | 2      | 2004, 2013 |
| Santa Cruz de Natal | Natal       | 1      | 1943 |
| Baraúnas            | Mossoró     | 1      | 2006 |
| Corintians de Caicó | Caicó       | 1      | 2001 |
| Centro Esportivo    | Natal       | 1      | 1921 |
| ASSU                | Assu        | 1      | 2009 |
| Globo               | Ceará-Mirim | 1      | 2021 |

## Eeuwige ranglijst proftijdperk
Clubs in het vet spelen in 2025 in de hoogste klasse. Van de seizoenen 1937 en 1938 is niet bekend welke andere clubs dan ABC en América in de hoogste klasse speelden. Seizoen 1942 werd niet uitgespeeld, wel speelden ABC en América zeker in de competitie.
| ABC                    | Natal                   | 106 | 1919-1951, 1953-                                  |        |              |   |       |
| América de Natal       | Natal                   | 102 | 1919-1959, 1966-                                  |        |              |   |       |
| Alecrim                | Natal                   | 86  | 1923-1930, 1939-1941, 1943-1947, 1949-2017, 2023  |        |              |   |       |
| Atlético Potiguar      | Natal                   | 48  | 1941, 1943-1979, 1981-1988, 1991, 1993            |        |              |   |       |
| Potiguar de Mossoró    | Mossoró                 | 47  | 1974-1980, 1982-1991, 1994-1995, 1997-2002, 2004- |        |              |   |       |
| Riachuelo              | Natal                   | 41  | 1949-1979, 1981-1989, 1993                        |        |              |   |       |
| Baraúnas               | Mossoró                 | 40  | 1976-1990, 1992, 1995-2001, 2004-2018, 2024-      |        |              |   |       |
| Santa Cruz de Natal    | Natal                   | 36  | 1935-1936, 1939-1941, 1943-1959, 1962-1966, 2017- |        |              |   |       |
| Corintians             | Caicó                   | 22  | 1977-1978, 1993-1996, 2000-2015                   |        |              |   |       |
| Ferroviário            | Natal                   | 20  | 1961-1979, 1981                                   |        |              |   |       |
| ASSU                   | Assu                    | 20  | 2002-2014, 2016-2022                              |        |              |   |       |
| CE Força e Luz         | Natal                   | 20  | 1972-1979, 1995-1997, 2015, 2018-                 |        |              |   |       |
| Globo FC               | Ceará-Mirim             | 12  | 2014-                                             |        |              |   |       |
| Potyguar Seridoense    | Currais Novos           | 11  | 2003-2006, 2008-2010, 2013, 2022-2024             |        |              |   |       |
| Potiguar FC            | Parnamirim              | 11  | 1946-1953, 1962-1964                              |        |              |   |       |
| Potyguar SC            | Currais Novos           | 11  | 1976-1984, 1991-1992                              |        |              |   |       |
| SC Santa Cruz          | Santa Cruz              | 11  | 2005-2015                                         |        |              |   |       |
| SC Natalense           | Natal                   | 10  | 1924, 1928-1936                                   |        |              |   |       |
| São Gonçalo            | São Gonçalo do Amarante | 9   | 2000-2008                                         |        |              |   |       |
| Pauferrense            | Pau dos Ferros          | 9   | 1996-1997, 1999-2005                              |        |              |   |       |
| Palmeira               | Goianinha               | 9   | 2011-2016, 2019-2021                              |        |              |   |       |
| Macau                  | Macau                   | 7   | 1978-1979, 1996, 2006-2009                        |        |              |   |       |
| Potiguar EC            | Parnamirim              | 7   | 2002-2008                                         |        |              |   |       |
| Caicó                  | Caicó                   | 6   | 1979, 1994-1996, 2004, 2012                       |        |              |   |       |
| CE Natalaense          | Natal                   | 5   | 1919-1922, 1940                                   |        |              |   |       |
| Globo EC               | Natal                   | 5   | 1960-1964                                         |        |              |   |       |
| Paissandu              | Natal                   | 5   | 1922, 1928, 1939-1941                             |        |              |   |       |
| Desportiva             | Ipanguaçu               | 4   | 1992-1995                                         |        |              |   |       |
| Piranhas               | Jardim de Piranhas      | 4   | 1999-2001, 2004                                   |        |              |   |       |
| Força e Luz SC         | Natal                   | 4   | 1934-1934, 1941                                   |        |              |   |       |
| Santa Cruz SC          | Natal                   | 4   | 1928-1931                                         |        |              |   |       |
| Currais Novos          | Currais Novos           | 3   | 1993-1995                                         |        |              |   |       |
| Cosern                 | Natal                   | 2   | 1970-1971                                         |        |              |   |       |
| Baixa Verde            | Natal                   | 2   | 1933-1934                                         |        |              |   |       |
| Atlético Potengi       | Natal                   | 2   | 2003-2004                                         |        |              |   |       |
| Areia Branca           | Areia Branca            | 2   | 1994, 1998                                        |        |              |   |       |
| Fluminense             | Natal                   | 2   | 1996-1997                                         |        |              |   |       |
| Gremio                 | Natal                   | 2   | 1956-1957                                         |        |              |   |       |
| Juventus               | Natal                   | 2   | 1947-1948                                         |        |              |   |       |
| Parnamirim FC          | Parnamirim              | 2   | 1996-1997                                         |        |              |   |       |
| São Paulo              | Parnamirim              | 2   | 1999-2000                                         |        |              |   |       |
| União                  | Natal                   | 2   | 1949-1950                                         |        |              |   |       |
| Vênus                  | Natal                   | 2   | 1994-1995                                         |        |              |   |       |
| Centenário Pauferrense | Pau dos Ferros          | 2   | 2010-2011                                         |        |              |   |       |
| Emserv                 | Natal                   | 1   | 1995                                              |        |              |   |       |
| Asas                   | Parnamirim              | 1   | 1956                                              |        |              |   |       |
| Baependi               | Natal                   | 1   | 1943                                              |        |              |   |       |
| Ceará Mirim            | Natal                   | 1   | 1920                                              |        |              |   |       |
| EC Potyguar            | Currais Novos           | 1   | 2002                                              |        |              |   |       |
| Guamaré                | Guamaré                 | 1   | 2007                                              |        |              |   |       |
| Ipiranga               | Mossoró                 | 1   | 1921                                              |        |              |   |       |
| Monte Castelo          | Natal                   | 1   | 1971                                              |        |              |   |       |
| Mossoró                | Mossoró                 | 1   | 1996                                              |        |              |   |       |
| Natal SC               | Natal                   | 1   | 1927                                              |        |              |   |       |
| Parnamirim SC          | Parnamirim              | 1   | 2001                                              |        |              |   |       |
| Racing                 | Natal                   | 1   | 1969                                              |        |              |   |       |
| Tuiuti                 | Natal                   | 1   | 1924                                              |        |              |   |       |
| Real Independente      | Jardim de Piranhas      | 1   | 2009                                              | Laguna | Tibau do Sul | 1 | 2025- |